# Synagoga v Habrech
Synagoga v Habrech je bývalá židovská modlitebna, jež se nachází severozápadně od náměstí v Habrech, v ulici U Kina jako č. p. 55. Byla postavena v roce 1825 na místě starší synagogy z první poloviny 17. století.
K bohoslužbám sloužila zřejmě až do 2. světové války. V letech 1942–1965 fungovala jako modlitebna Českobratrské církve evangelické. Roku 1979 byla adaptovaná na kino. Od pražské židovské obce synagogu na přelomu let 2023 a 2024 odkoupil nově vzniklý spolek Habry, který usiluje o její opravu. Od roku 2024 je chráněna jako kulturní památka České republiky.
Zdejší židovská komunita, která se datuje z doby před rokem 1648, přestala existovat v roce 1940.
V obci se nachází také židovský hřbitov.